# 1450 w polityce
Wydarzenia polityczne w 1450 roku.

## Wydarzenia w Polsce
- data nieznana – król Kazimierz Jagiellończyk potwierdził prawa miejskie dla Kłecka.

## Wydarzenia na świecie
- 25 marca – Franciszek I Sforza został księciem Mediolanu.
- 15 kwietnia – Bitwa o Formigny.

- 8 maja
  - Abd al-Latif, władca z dynastii Timurydów, zginął w zamachu.
  - W Kencie wybuchła rebelia pod wodzą Jacka Cade’a przeciwko królowi Henrykowi VI Lancasterowi.
- 13 maja – Karol VIII Knutsson Bonde ustąpił z tronu norweskiego na rzecz Chrystiana I Oldenburga.
- 14 maja – armia turecka rozpoczęła oblężenie albańskiej twierdzy Kruja.
- 6 lipca – Francuzi zdobyli miasto Caen.
- 12 sierpnia – Cherbourg-Octeville, ostatnie terytorium angielskie w Normandii, zostało zdobyte przez Francuzów.
- 5 października – Żydzi zostają wygnani z Dolnej Bawarii rozkazem Ludwika IX Bogatego.

## Urodzili się
- 22 czerwca – Eleonora Aragońska, księżna Ferrary (zm. 1493)
- data nieznana
  - Jan de Foix, wicehrabia Narbonne i hrabia Étampes (zm. 1500)
  - Wolter von Plettenberg, mistrz krajowy Inflant zakonu krzyżackiego i marszałek krajowy inflancki (zm. 1535)
  - Zbigniew Tęczyński, polski urzędnik ziemski (zm. 1498)

## Zmarli
- 23 marca – Helena Dragaš, cesarzowa bizantyjska (ur. ok. 1372)
- 8 kwietnia – Sejong Wielki, władca Korei (ur. 1397)
- 8 maja – Abd al-Latif, władca z dynastii Timurydów (ur. ok. 1420)
- 4 lipca – James Fiennes, angielski arystokrata, żołnierz i polityk (ur. ok. 1395)
- 12 lipca – Jack Cade, przywódca powstania w Anglii (ur. między 1420 a 1430)
- 18 lipca – Franciszek I Bretoński, książę Bretanii (ur. 1414)
- 6 września – Piotr Odrowąż ze Sprowy i Zagórza, polski szlachcic i dowódca wyprawy na Mołdawię (rok narodzin nieznany)
- 1 października – Leonello d’Este, senior Ferrary i Modeny (ur. 1407)